# Burgstall Waldeck (Dinkelsbühl)
Der Burgstall Waldeck, auch Birg genannt, bezeichnet eine abgegangene mittelalterliche Turmhügelburg (Motte) in Waldeck, einem heutigen Stadtteil von Dinkelsbühl im mittelfränkischen Landkreis Ansbach in Bayern.
Die Motte besteht aus einem 5 m hohen Turmhügel von ca. 50 m Basisdurchmesser mit einem Plateau von ca. 35 m Breite. Der Hügel ist außer im Nordosten durch einen 10 m breiten und 3 m tiefen Graben aus dem angrenzenden Hang ausgeschnitten. Ihm ist im Süden ein 1 m hoher Wall vorgelagert. Unmittelbar nordöstlich befindet sich ein Plateau, das im Westen und Süden durch die Anlage eines Bauernhofes eingeebnet wurde. Hier könnte sich Vorburg befunden haben.
1843 sind die noch vorhandenen Mauern der Burganlage beseitigt und die Fundamente ausgegraben worden.